# Mylopharyngodon piceus
La Carpa negra o Mylopharyngodon piceus es una especie de peces de la familia de los
Cyprinidae en el orden de los Cypriniformes.

## Morfología
- Los machos pueden llegar alcanzar los 122 cm de longitud total[1] y 35 kg de peso.[2][3]

## Alimentación
Las larvas se nutren de zooplancton y, de ostràcode e insectos acuáticos.

## Hábitat
Es un pez de agua dulce y demersal.

## Distribución geográfica
Se encuentran en Asia: desde la  cuenca del río Amur hasta el Vietnam